# Giovanni Enrico
Pour les articles homonymes, voir Enrico.
Pas d'image ? Cliquez ici
Giovanni Enrico est un pilote chilien de rallye-raid, de quad né le 19 juin 1987. Il est deuxième du Rallye Dakar catégorie quad en 2021.

## Palmarès

### Résultats au Rallye Dakar
| Année | Categorie | Marque | Position        | Victoires d'etapes |
| ----- | --------- | ------ | --------------- | ------------------ |
| 2018  | Quad      | Yamaha | Abd. (8e étape) | -                  |
| 2019  | Quad      | Yamaha | Abd. (4e étape) | -                  |
| 2020  | Quad      | Yamaha | Abd. (6e étape) | 1                  |
| 2021  | Quad      | Yamaha | 2e              | 2                  |
| 2022  | Quad      | Yamaha | Abd. (6e étape) | -                  |
| 2023  | Quad      | Yamaha | 5e              | -                  |